# NGC 6120
NGC 6120 (другие обозначения — UGC 10343, IRAS16180+3753, MCG 6-36-29, 1ZW 141, ZWG 196.41, KUG 1618+378, PGC 57842) — галактика в созвездии Северная Корона.
Этот объект входит в число перечисленных в оригинальной редакции «Нового общего каталога».